# 포도당 6-인산
포도당 6-인산(영어: glucose 6-phosphate) 또는 글루코스 6-인산은 6번 탄소에 인산기가 있는 포도당 유도체이다. 로비슨 에스터(Robison ester)라고도 하며, 줄여서 G6P라고도 한다. 세포로 들어가는 포도당의 대부분은 인산화되기 때문에 포도당 6-인산은 세포에 매우 흔하다.
세포 내 대사 과정에서 포도당 6-인산이 가지는 중요성으로 인해, 포도당 6-인산은 다양한 대사적인 운명을 가지고 있다. 포도당 6-인산은 두 가지 주요 대사 경로(해당과정과 오탄당 인산 경로)의 시작점이다. 이 두 가지 대사 경로외에도 포도당 6-인산은 저장을 위해 글리코젠 또는 녹말로 전환될 수 있다. 대부분의 다세포 동물들은 간과 근육에 글리코젠의 형태로 에너지를 저장하고 다른 생물들은 세포 내에 녹말 또는 글리코젠의 과립 형태로 에너지를 저장한다.

## 생성

### 포도당으로부터
|  |

세포 내에서 포도당 6-인산은 포도당 6번 탄소의 인산화에 의해 생성된다. 이 반응은 대부분의 세포에서 헥소키네이스에 의해 촉매되며, 고등 동물에서 특정 세포 특히 간세포에서는 글루코키네이스에 의해 촉매된다. 이 반응에서 1분자의 ATP가 소비된다.
포도당을 즉시 인산화하는 주된 이유는 세포 밖으로 포도당이 확산되어 나가는 것을 방지하기 위한 것이다. 인산화는 전하를 띤 인산기를 붙여서 포도당 6-인산이 세포막을 쉽게 통과하지 못하도록 한다.

### 글리코젠으로부터
포도당 6-인산은 글리코젠 분해 과정에서 글리코젠 중합체 분해의 첫 번째 산물인 포도당 1-인산으로부터 생성된다.

## 오탄당 인산 경로
NADP+ : NADPH의 비율이 증가하면, 신체는 NADPH(지방산 합성과 적혈구에서 글루타티온의 환원과 같은 몇 가지 반응에 대한 환원제)를 더 많이 생성해야할 필요가 있음을 인식한다. 이것은 포도당 6-인산 탈수소효소에 의해 포도당 6-인산이 탈수소화되는 것을 야기한다. 이러한 비가역적인 반응은 다른 분자의 합성을 위한 탄소 공급원인 리불로스 5-인산뿐만 아니라 유용한 보조 인자인 NADPH를 생성하는 오탄당 인산 경로의 첫 번째 반응이다. 또한 신체가 성장과 합성을 위해 DNA의 뉴클레오타이드 전구물질을 필요로 한다면 포도당 6-인산은 탈수소화되어서 오탄당 인산 경로로 들어간다.

## 해당과정
|  |

세포가 합성을 위해 에너지 또는 탄소 골격을 필요로 한다면 해당과정의 포도당 6-인산이 표적이 된다. 포도당 6-인산은 먼저 포스포헥소스 이성질화효소에 의해 과당 6-인산으로 이성질화된다.

## 글리코젠으로 저장
혈당량이 높으면 신체는 과도한 양의 포도당을 저장한다. 포도당은 헥소키네이스에 의해 포도당 6-인산으로 전환되고, 포도당 6-인산은 포스포글루코뮤테이스에 의해 포도당 1-인산으로 전환된다. 포도당 1-인산과 UTP는 UDP-포도당 피로포스포릴레이스(UDP-glucose pyrophosphorylase)에 의해 UDP-포도당과 피로인산(PPi)으로 전환된다. 활성화된 UDP-포도당은 글리코젠 생성효소(glycogen synthase)에 의해 생성되는 글리코젠 분자의 비환원 말단에 새롭게 추가될 수 있다. 이것은 포도당을 매우 효율적으로 저장하는 메커니즘으로 1분자의 포도당을 저장하는데 1분자의 ATP만을 사용하고, 글리코젠에서 다시 포도당으로 분해하는데 거의 에너지가 필요치 않기 때문이다. 포도당 6-인산은 글리코젠 생성효소의 다른 자리 입체성(allosteric) 활성인자이며, 포도당의 양이 많을 때 신체는 과량의 포도당을 글리코젠으로 저장해야 하기 때문에 의미가 있으며 중요하다. 한편 글루카곤 또는 에피네프린에 의한 호르몬 유도를 통해 높은 스트레스나 저혈당인 상태에서 단백질 키네이스에 의해 인산화될 때 글리코젠 생성효소는 저해된다.
신체가 에너지 생산을 위해 포도당을 필요로 할 때, 인산의 도움으로 글리코젠 포스포릴레이스(glycogen phosphorylase)는 글리코젠 사슬에서 포도당을 분리할 수 있다. 글리코젠 사슬에서 분해된 분자는 포도당 1-인산의 형태이며, 포도당 1-인산은 포스포글루코뮤테이스에 의해 포도당 6-인산으로 전환될 수 있다. 다음으로 포도당 6-인산의 인산기는 포도당 6-포스파테이스(glucose-6-phosphatase)에 의해 분해되며, 유리된 포도당이 형성될 수 있다. 이렇게 유리된 포도당은 세포막을 통과하여 혈류로 들어가 신체의 다른 부위로 운반될 수 있다.

## 탈인산화와 혈류로 방출
간세포는 소포체에서 막관통 효소인 포도당 6-포스파테이스(glucose-6-phosphatase)를 발현시킨다. 포도당 6-포스파테이스의 촉매 부위는 소포체의 내강 쪽에 있으며, 글리코젠 분해 또는 포도당신생합성 과정동안 생성된 포도당 6-인산에서 인산기를 제거한다. 포도당은 GLUT7을 통해 소포체 밖으로 운반되고, GLUT2를 통해 혈류로 방출되어 다른 세포에 흡수된다. 근육세포는 포도당 6-포스파테이스가 없기 때문에, 글리코젠 분해로 인해 생성된 포도당 6-인산을 포도당으로 전환할 수 없다. 따라서 근육세포에 저장된 글리코젠은 혈당량을 높이는데 기여하지 않는다.

## 같이 보기
- 포도당
- 포도당 1-인산
- 포도당 6-인산 탈수소효소 결핍증
- 글리코젠
- 오탄당 인산 경로